# Ivan Audino
Ivan Audino (Wetzikon, Suiza; 13 de julio de 1991) es un futbolista suizo de origen italiano. Juega como delantero y actualmente se encuentra en FC Aarau de la Challenge League.

## Selección
Ha sido internacional con la Selección Sub-19 de Suiza en 1 ocasión sin anotar goles.

## Clubes
| Club                      | País  | Año           |
| ------------------------- | ----- | ------------- |
| FC Winterthur (Juveniles) | Suiza | 2006-2008     |
| FC Zürich                 | Suiza | 2008-2012     |
| FC Wil 1900               | Suiza | 2012-2016     |
| FC Aarau                  | Suiza | 2016-presente |